# Sobór św. Michała Archanioła w Moskwie

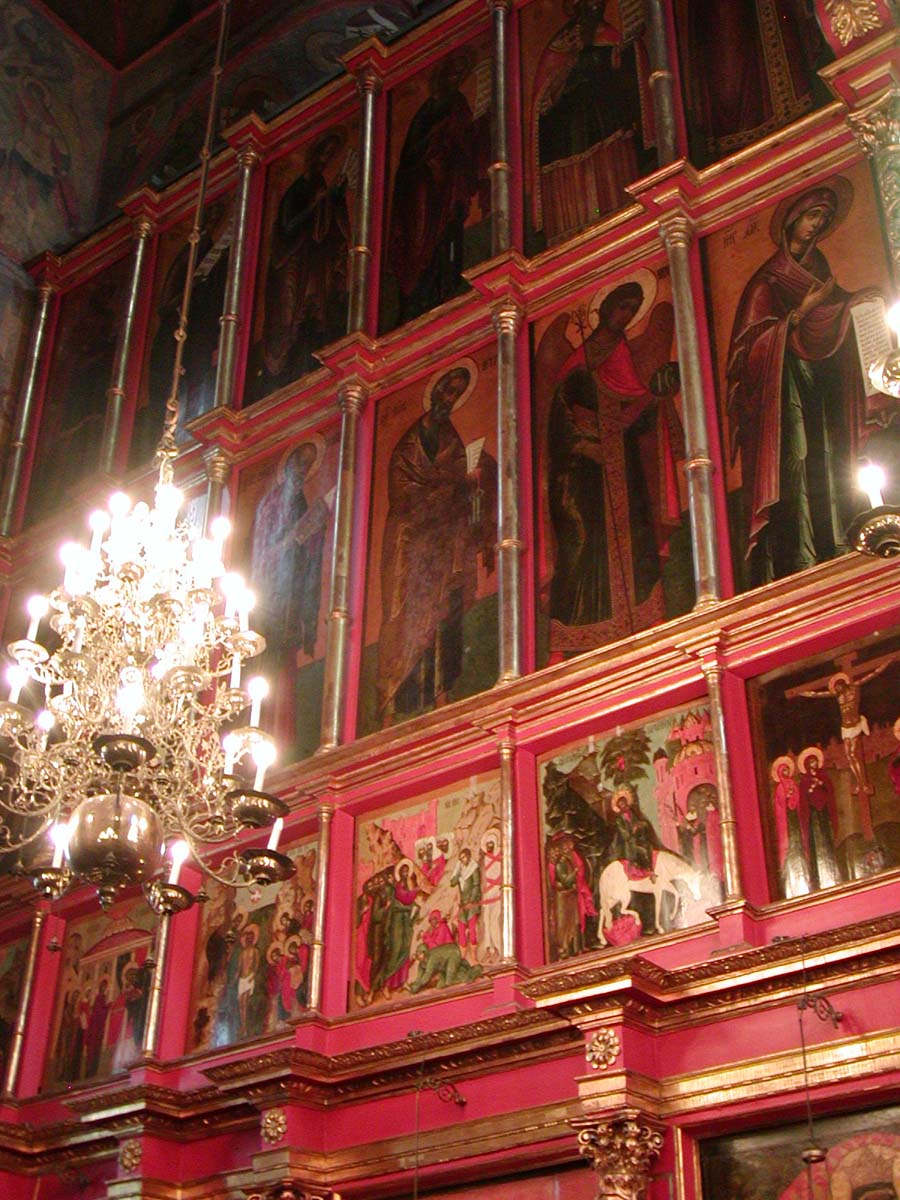
Ikony we wnętrzu soboru

Sobór św. Michała Archanioła (Archistratega), potocznie Sobór Archangielski (ros. Собор святого Архистратига Михаила,  Архангельский собор) – sobór prawosławny położony w obrębie murów Kremla, w południowo-wschodnim narożniku Placu Soborowego. Został zbudowany w 1333 przez Iwana Kalitę i przebudowany w latach 1505–1508.

## Historia
Pierwszy sobór w tym miejscu ufundował Iwan Kalita jako wotum dziękczynne za zakończenie klęski głodu nękającej Moskwę w 1333. Jest jednak możliwe, że już wcześniej, w drugiej połowie XIII wieku, na miejscu dzisiejszej cerkwi znajdowała się drewniana budowla sakralna. Swój obecny kształt sobór zawdzięcza przede wszystkim gruntownej przebudowie z lat 1505–1508 pod kierownictwem przybyłego z Włoch Alewiza Nowego (utożsamianego przez badaczy z Wenecjaninem Alevisiem Lambertim da Montagnano, nie ma jednak w tej kwestii stuprocentowej pewności). Cerkiew otrzymała wówczas nowy, renesansowy kształt. W latach 1743–1883 sobór był siedzibą eparchii moskiewskiej, a na mocy ukazu Mikołaja II na nowo służył wyłącznie dworowi carskiemu.
W latach 50. XX w. sobór przeszedł gruntowną restaurację wnętrza.

## Carowie pochowani w Soborze Archangielskim
Sobór św. Michała Archanioła odgrywał szczególną rolę w życiu Rosji carskiej: do XVII wieku odbywały się tam uroczyste nabożeństwa po zwycięskich bitwach, koronacje, śluby i pogrzeby carów. W obiekcie znajdują się łącznie 54 nagrobki władców Rosji i członków ich rodzin. Carowie pochowani w soborze:
- Iwan IV Groźny
- Fiodor I Rurykowicz
- Michał I Romanow
- Aleksy I Romanow
- Wasyl IV Szujski
- Iwan V Romanow
- Fiodor III Romanow
- Piotr II Romanow

## Architektura
Wzniesiona z cegły cerkiew pokryta jest dekoracyjnym białym kamieniem. Z zewnątrz dekoracja obiektu jest skromna, ograniczona do rzędów korynckich pilastrów i płaskorzeźb położonych poniżej poziomu dachu. Sobór jest bogato zdobiony freskami i ikonami pochodzącymi w większości z okresu 1652–1666, wykonanymi przez Jakowa z Kazania, Stiepana z Riazania i Osipa Władimirowa. Bogata jest również dekoracja rzeźbiarska cerkwi, wykonana w stylu zdradzającym wpływy renesansu włoskiego. Ikonostas o wysokości 13 metrów pochodzi z XVII w., jednak wypełniają go późniejsze, dziewiętnastowieczne ikony. Obiekt przykrywa pięć kopuł, we wnętrzu wyraźnie wydzielone są pomieszczenia dla rodziny carskiej.

## Ikona Matki Bożej „Błogosławione Niebo”
W soborze eksponowana jest, uważana przez wiernych za cudowną, Ikona Matki Bożej „Błogosławione Niebo”.